# Leninakan-Kindereisenbahn
| Streckenverlauf (rot, im linken Drittel der Karte)                                                                                                 |                     |                       |                       |
| Streckenlänge: | 2,7 km              |                       |                       |
| Spurweite: | 750 mm (Schmalspur) |                       |                       |
| |                     |                       |                       |
| \| \| 0,0 \| Schoger (Шогер) \| Schoger (Шогер) \| \| \| \| Schuschan (Шушан) \| \| \| \| 2,7 \| Aitsemnik (Айтсемник) \| Aitsemnik (Айтсемник) \| |                     |                       |                       |
| Kopfbahnhof Streckenanfang (Strecke außer Betrieb)                                                                                                 | 0,0                 | Schoger (Шогер)       | Schoger (Шогер)       |
| Haltepunkt / Haltestelle (Strecke außer Betrieb)                                                                                                   |                     | Schuschan (Шушан)     | Schuschan (Шушан)     |
| Kopfbahnhof Streckenende (Strecke außer Betrieb)                                                                                                   | 2,7                 | Aitsemnik (Айтсемник) | Aitsemnik (Айтсемник) |

Die Leninakan-Kindereisenbahn war eine etwa 2,7 Kilometer lange schmalspurige Kindereisenbahn in der armenischen Stadt Gjumri.

## Geschichte
Die Bahn wurde 1969 als eine der vielen Pioniereisenbahnen in der Sowjetunion eröffnet und am 7. Dezember 1988 in Folge eines Erdbebens stillgelegt.
Während des Erdbebens ist das Depot zusammengebrochen, in dem die finnische Dampflokomotive Ft4-028 stand, wobei diese aber von ernsthaften Schäden verschont blieb. Sie wurde 1990 von Eisenbahnenthusiasten in das Schmalspurbahnmuseum Pereslawl gebracht, wo sie restauriert und wieder in Betrieb genommen wurde.

## Streckenverlauf
Die Strecke war 2,7 Kilometer lang und verlief am Rande der Tscherkesski-Schlucht, in der Nähe der Mauern des Roten Forts. Eine der Stationen hat ein solides Gebäude mit einem Turm im traditionellen Stil der armenischen Architektur. Neben ihm, am Berghang, war das Lokomotivdepot.

## Vorübergehend geplante Wiederinbetriebnahme
Die Kindereisenbahn Gjumri gehörte wohl zumindest teilweise der südkaukasischen Eisenbahn Harawkowkasjan Jerkatughi, einer 100-prozentigen Tochtergesellschaft der Russischen Staatsbahn, die die Armenische Eisenbahn betreibt. Die armenische Eisenbahn wurde am 13. Februar 2008 für ein 30-jähriges Konzessionsmanagement mit dem Recht zur Verlängerung der Laufzeit um weitere 10 Jahre an die südkaukasische Eisenbahn übergeben. Laut ihrem CEO Wiktor Rebez plante das Unternehmen im Sommer 2012, die Kindereisenbahn in Gyumri bis zum 5. August 2013, dem Feiertag der Eisenbahner, zu modernisieren. Neue Satellitenfotos zeigen aber, dass dieser Plan bisher(2018) nicht umgesetzt wurde.

## Schienenfahrzeuge

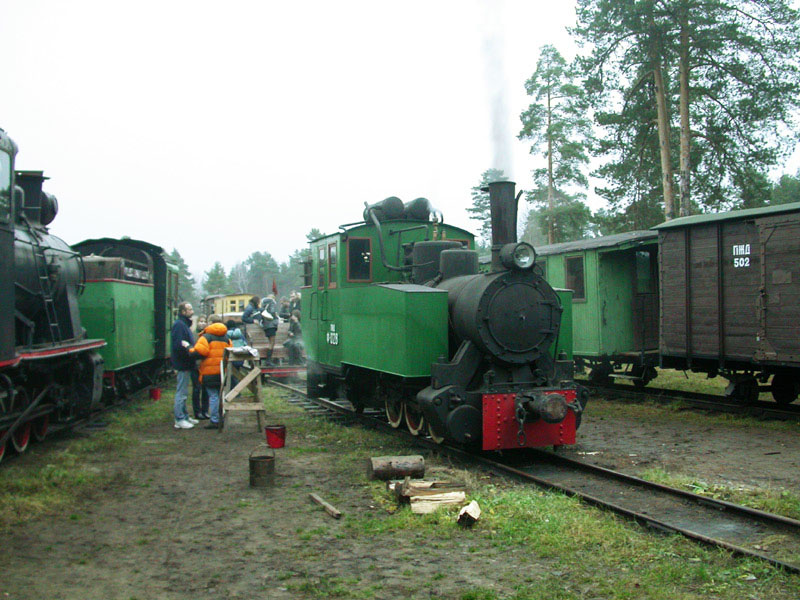
Dampflokomotive Ft4-028 (Фт4-028), aufgenommen im Schmalspurbahnmuseum Pereslawl, 2006

- Dampflokomotive Ft4-028
- Diesellokomotive TU2
- 4 Pafawag-Personenwagen[1]